# Arnold Sowinski
Arnold Sowinski, né le 17 mars 1931 à Liévin, dans le département du Pas-de-Calais, et mort le 2 avril 2020 à Lens, est un footballeur français évoluant au poste de gardien de but, devenu entraîneur.
Natif de Liévin, commune limitrophe de Lens, Arnold Sowinski intègre le Racing Club de Lens via ses équipes de jeunes. Électricien aux houillères, il dispute son premier match en première division française lors de la saison 1953-1954. Effectuant toute sa carrière dans le club lensois, il est vice-champion de France en 1956 et 1957 et gagne la Coupe Charles Drago en 1959. Il intègre l'encadrement technique du club artésien dans les années 1960 et devient à partir de 1969 entraîneur de l'équipe première du club qui vient de perdre son statut professionnel.
Son passage à la tête du club est marqué par un titre en D2 en 1973, une finale de Coupe de France en 1975 et une place de vice-champion de France en 1977. Il permet à son club de participer pour la première fois à une Coupe d'Europe. Remplacé en 1978 par Roger Lemerre, il reprend sa place l'année suivante pour deux ans. Rappelé en 1988 au sein d'un club menacé de relégation, le club obtient alors son maintien.
Sowinski, qui fait partie des footballeurs ayant effectué l'ensemble de leur carrière dans un seul et même club, est considéré comme un acteur majeur de l'histoire du club lensois. Décoré de l'Ordre national du Mérite, il meurt le 2 avril 2020 de la maladie à coronavirus 2019.

## Carrière
Natif de Liévin et d'origine polonaise,,, Arnold Sowinski pratique dans sa jeunesse le football et le basket-ball, ce dernier sport lui permettant de se rendre compte de son habileté de ses mains. Au football, Sowinski est tout d'abord joueur de champ avant de se fixer comme gardien de but. Il est alors repéré à l'âge de 12 ans par Ladislas Smid, joueur et recruteur du Racing Club de Lens, et prend une carte d'affiliation dans le club artésien,. Joueur prometteur, Sowinski fait partie de la sélection régionale des cadets où il a l'occasion d'avoir Raymond Kopa comme coéquipier. Il devient par la suite international militaire. Au cours de son service militaire, il s'entraîne avec les professionnels du club allemand de Reutlingen. Il est également sollicité par le FC Sochaux avant de revenir au Racing Club de Lens.
Arnold Sowinski figure dans l'effectif lensois de 1952 à 1966. Semi-professionnel, Sowinski est électricien en parallèle de sa carrière de footballeur,. Sa journée de travail type commence le matin par son travail d'électricien entre 7 heures et 9 heures puis il enchaîne par trois heures d'entraînement, l'après-midi est consacré à son travail jusqu'à 17 heures puis une nouvelle session d'entraînement. Jusqu'à la saison 1956-1957, il est en concurrence avec Georges Duffuler qui joue plus régulièrement que lui. Avec son club, Sowinski termine à deux reprises deuxième du championnat de France, en 1956 et 1957. Sowinski considère que l'impossibilité d'obtenir un aménagement du temps de travail hors football pour lui et la plupart de ses coéquipiers a constitué un facteur défavorable dans l'optique d'obtenir ces titres. Il dispute également deux finales de la Coupe Charles Drago. Après une défaite en 1957 contre l'Olympique de Marseille, Sowinski remporte le trophée en 1959,. Quelques semaines plus tard, les Lensois dont Sowinski reprennent le championnat à Nice contre l'OGC Nice. Au cours du match, sur une sortie et un contact avec un joueur adverse, Sowinski est victime d'une fracture à une jambe,. Ce match est la seule rencontre de championnat qu'il dispute cette saison-là.
Dès 1961, Sowinski intègre l'encadrement technique du club dans un contexte de morosité financière pour le club dû au déclin des houillères. En fin de saison 1968-1969, les houillères cessent de financer le club dont la section professionnelle est dissoute. Sowinski succède au poste d'entraîneur principal à Élie Fruchart et est à la tête d'une équipe qui joue alors dans le groupe Nord du Championnat de France amateur. Il s'appuie principalement sur de jeunes joueurs qu'il dirigeait la saison précédente dans l'équipe réserve lensoise. À cette période, les houillères tentent un temps de faire supprimer la pension dont bénéficie Sowinski en tant qu'employé de celles-ci. En plus de son rôle d'entraîneur de l'équipe première, Sowinski a un rôle administratif, effectue le travail de secrétariat du club mais aussi s'occupe de la formation des jeunes, dont il invite les meilleurs à rejoindre les entraînements de l'équipe première.

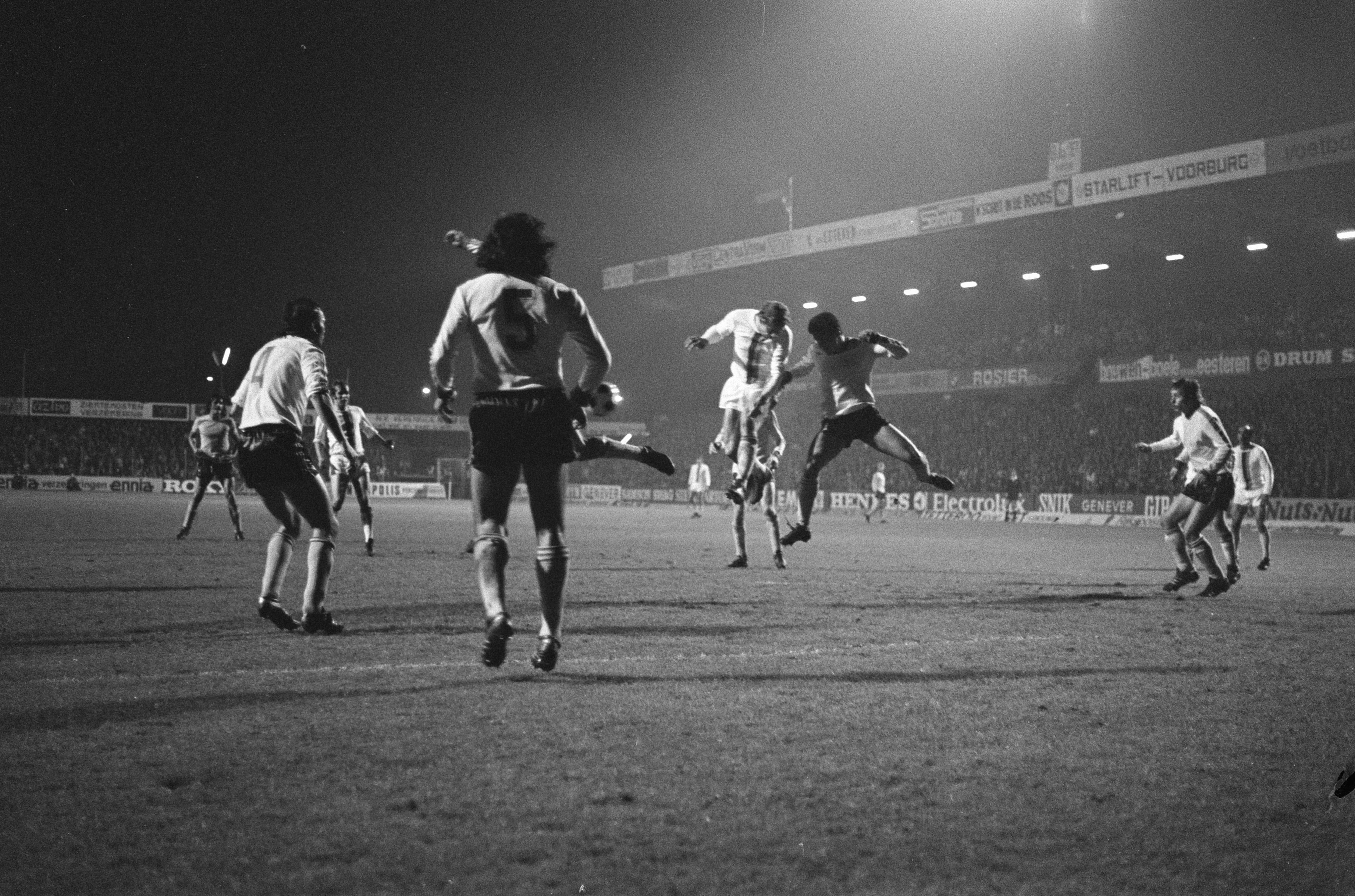
Match La Haye-RC Lens lors de la Coupe des coupes 1976.

Présent en Championnat National l'année suivante, le club dispose alors de quatre joueurs professionnels. Sowinski arrive alors à faire cohabiter ensemble amateurs et professionnels malgré ces statuts différents. Après une demi-finale de Coupe de France en 1972, les Lensois de Sowinski remportent le championnat de deuxième division en 1972-1973 ce qui leur permet d'être promus en première division. Pour leur première saison en tant que promu, les Lensois occupent brièvement la tête du championnat au soir d'une victoire face au Sporting Étoile Club Bastia le 6 octobre 1973. C'est la première fois dans son histoire que le club lensois occupe la première place de la première division française,. Le RC Lens termine ce championnat en dixième position. En 1975, Lens atteint la finale de la Coupe de France, les Artésiens sont battus par l'AS Saint-Étienne 2-0. Sowinski déclare après coup que c'était « peut-être le plus beau match » qu'il a dirigé,. Saint-Étienne étant également champion, le RC Lens est alors qualifié pour disputer la Coupe des coupes, il s'agit de la première participation du club dans une Coupe d'Europe,. En 1976-1977, plusieurs défenseurs sont transférés et le club n'a pas les moyens de les remplacer. Pour compenser, Sowinski décide de reculer du milieu de terrain Daniel Leclercq qu'il replace en libéro ainsi qu'Hervé Flak qui devient stoppeur. Ces changements sont productifs car le RC Lens figure dans les premières positions du championnat et termine finalement en deuxième position derrière le FC Nantes.
La saison suivante, le RC Lens recrute Didier Six malgré l'opposition de Sowinski qui le considère comme étant trop irrégulier dans ses prestations. Le 2 novembre a lieu un match marquant dans l'histoire du club, le match retour de Coupe UEFA où Lens élimine la Lazio 6-0 après prolongations dont un triplé de Six,,,. Cependant, la situation sportive du club se dégrade dans la deuxième moitié du championnat. L'esprit d'équipe en pâtit, notamment en raison du comportement répété de Six qui énerve ses coéquipiers ainsi que Sowinski qui finit par le mettre à l'écart. En fin de saison, Lens est relégué, Sowinski est de son côté remplacé par Roger Lemerre. Selon Gérard Houllier, les dirigeants du club lui reprochent un « manque d'autorité » auprès des joueurs. Un an plus tard et un retour du RC Lens en première division, Lemerre est remplacé par Sowinski qui affirme vouloir voir pratiquer sur le terrain un jeu offensif. En 1981, Lens dispute à nouveau une demi-finale de Coupe de France. Cette saison voit Sowinski intégrer au groupe professionnels plusieurs espoirs prometteurs tels Philippe Vercruysse, Gaëtan Huard ou Daniel Krawczyk. Le RC Lens termine treizième en championnat. L'équipe n'inscrit cependant que 46 buts en championnat, soit le plus faible total lensois depuis la Seconde Guerre mondiale. À l'issue de la saison, les dirigeants du club décident de remplacer Arnold Sowinski par Jean Sérafin, responsable du centre de formation du club artésien,. Le classement du RC Lens en championnat ne s'améliorant pas, Sérafin ne reste en poste qu'une saison.
À sa prise de fonction à la tête de l'équipe lensoise en 1982, Gérard Houllier décide de prendre Sowinski comme adjoint et profite de son expérience et de sa connaissance du club. Sowinski est rappelé une dernière fois sur le banc lensois en fin de saison 1987-1988. Le RC Lens, entraîné par Joachim Marx, est menacé de relégation. Sous la direction de Sowinski, le club remporte deux matches sur quatre et obtient son maintien. Sowinski souhaite alors se retirer mais le nouveau président du club Gervais Martel le convainc de rester. Dans un contexte de difficultés financières qui entraîne le départ de nombreux joueurs, la saison 1988-1989 se passe mal sur le plan sportif. Alors que le club est 19e du classement au bout de 14 journées, Martel informe Sowinski qu'il le remplace par Jean Parisseaux. Lens termine dernier et est relégué. En 1989-1990, Sowinski sert de prête-nom à l'entraîneur lensois Marcel Husson car celui-ci ne possède pas le diplôme d'entraîneur,.
Arnold Sowinski est décoré en 2006 de l'ordre national du Mérite au grade de chevalier. Il en reçoit les insignes le 24 septembre 2006 en parallèle des festivités du centenaire de l'existence du RC Lens. Alors que la France est en pleine pandémie de Covid-19, Sowinski, contaminé par cette maladie, meurt le 2 avril 2020 à l'âge de 89 ans à Lens.
Personnalité emblématique du RC Lens, une salle de sport à Harnes ainsi qu'un terrain de football à Liévin, sa ville natale, portent son nom,,. Le RC Lens lui rend hommage au stade Bollaert-Delelis par une minute de silence avant le match de championnat disputé face au Paris Saint-Germain le 10 septembre 2020 avant de renommer un terrain d'entraînement de La Gaillette en son nom en décembre 2020,.

## Caractéristiques
Gardien de but doté d'une taille d'1.75 m, petite pour ce poste, Sowinski est considéré comme étant autant à l'aise de ses pieds que de ses mains. Il utilise le terme métaphorique de « kamikaze » pour définir son comportement de gardien face aux adversaires. Il est également reconnu pour son perfectionnisme et sa grande concentration durant les matches.
En tant qu'entraîneur, sa gestion des joueurs est décrite comme étant paternaliste, proche de ses joueurs. Éric Sikora, qui l'a eu comme entraîneur, parle de lui comme d'un « deuxième père ». Cette gestion lui est reprochée lors de son renvoi en 1978. Sowinski, s'inspirant de son prédécesseur Élie Fruchart, met l'accent sur la cohésion de son groupe et s'emploie à l'entretenir. Gérard Houllier qui a eu Sowinski comme adjoint, déclare à son sujet avoir été « stupéfait par la finesse de son raisonnement sur les hommes comme sur le jeu ». Sur le plan tactique, Sowinski a une approche comparable au basket-ball : il faut défendre dès la perte de balle et attaquer dès la récupération obtenue. Il fait pratiquer le basket-ball une fois par semaine à ses joueurs durant un entraînement dans le but de travailler la condition physique, la détente verticale et la vision du jeu. Sowinski s'investit également tout particulièrement dans la détection et la formation de jeunes joueurs,.
Sowinski fait partie non seulement des footballeurs ayant effectué l'ensemble de leur carrière dans un seul et même club mais également des entraîneurs. Bien qu'ayant eu plusieurs propositions d'autres clubs au fil du temps, que ce soit en tant que joueur ou plus tard en tant qu'entraîneur, aucun départ n'a été concrétisé ni même imaginé et sa fidélité au club reconnue faisant de lui une personnalité marquante de l'histoire du RC Lens. Sur ce sujet, Sowinski déclare : « Je voue au Racing un attachement indéfectible. »

## Palmarès
En tant que joueur, Arnold Sowinski est à deux reprises vice-champion de France, en 1956 et 1957. Il fait partie de l'équipe lensoise qui remporte la Coupe Charles Drago en 1959 et qui en est finaliste en 1957. Il ne dispute pas les finales remportées par son club en 1960 et 1965,,,. Il remporte également la Coupe de l'Amitié en 1962 qui est une compétition amicale.
En tant qu'entraîneur, Sowinski est tout d'abord champion de France de deuxième division en 1973. Finaliste de la Coupe de France en 1975, il est ensuite vice-champion de France en 1977.

## Statistiques
| Saison                | Club                  | Championnat           | Championnat | Championnat | Coupe(s) nationale(s) | Coupe(s) nationale(s) | Total | Total |
| Saison                | Club                  | Division              | M.          | B.          | M.                    | B.                    | M.    | B.    |
| 1953-1954             | RC Lens               | Division 1            | 1           | 0           | -                     | -                     | 1     | 0     |
| 1954-1955             | RC Lens               | Division 1            | 0           | 0           | -                     | -                     | 0     | 0     |
| 1955-1956             | RC Lens               | Division 1            | 19          | 0           | -                     | -                     | 19    | 0     |
| 1956-1957             | RC Lens               | Division 1            | 8           | 0           | -                     | -                     | 8     | 0     |
| 1957-1958             | RC Lens               | Division 1            | 22          | 0           | -                     | -                     | 22    | 0     |
| 1958-1959             | RC Lens               | Division 1            | 24          | 0           | -                     | -                     | 24    | 0     |
| 1959-1960             | RC Lens               | Division 1            | 1           | 0           | -                     | -                     | 1     | 0     |
| 1960-1961             | RC Lens               | Division 1            | 19          | 0           | -                     | -                     | 19    | 0     |
| 1961-1962             | RC Lens               | Division 1            | 0           | 0           | -                     | -                     | 0     | 0     |
| 1962-1963             | RC Lens               | Division 1            | 31          | 0           | -                     | -                     | 31    | 0     |
| 1963-1964             | RC Lens               | Division 1            | 1           | 0           | -                     | -                     | 1     | 0     |
| Total sur la carrière | Total sur la carrière | Total sur la carrière | 126         | 0           | -                     | -                     | 126   | 0     |

En tant qu'entraîneur, Sowinski dirige 280 rencontres de première division française avec le Racing Club de Lens. En mars 2021, il figure en sixième position au classement des entraîneurs au nombre de matchs disputés en première division au sein d'un même club.

## Distinctions
- Médaille de bronze de l'Éducation physique[45].
- Médaille de la jeunesse, des sports et de l'engagement associatif, or[45].
- Chevalier de l'ordre national du Mérite (décret du 15 mai 2006)[46]